# Lisa Regnell
Lisa Regnell (n. 3 februarie 1887, Katarina church parish⁠(d), Comitatul Stockholm, Suedia – d. 5 noiembrie 1979, Vantörs parish⁠(d), Comitatul Stockholm, Suedia) a fost o săritoare în apă ce a reprezentat Suedia, medaliată olimpică. A participat la o ediție a Jocurilor Olimpice (1912) în care a câștigat o medalie de argint.

## Participări
Lista de mai jos prezintă principalele competiții la care a participat Lisa Regnell de-a lungul carierei.
- diving at the 1912 Summer Olympics – women's 10 metre platform[*]